# آزاده خورشیددوست
آزاده خورشیددوست (زاده ۱۳۳۳ – درگذشته ۲۳ تیر ۱۴۰۴) هنرپیشه سینما و تلویزیون اهل ایران بود.

## فیلم‌شناسی

### سینمایی
- خاک و آتش (۱۳۸۹) مهدی صباغ‌زاده
- شانه دوست (۱۳۸۹)
- تیک (۱۳۸۰) اسماعیل فلاح پور
- مربای شیرین (۱۳۸۰) مرضیه برومند
- مارال (۱۳۷۹) مهدی صباغ‌زاده
- چتری برای دو نفر (۱۳۷۹) احمد امینی
- روزی که خواستگار آمد (۱۳۷۵) فربال بهزاد

### مجموعه تلویزیونی
| سال  | مجموعه تلویزیونی   | کارگردان                    | توضیحات                                      |
| ۱۳۷۲ | باغ گیلاس          | مجید بهشتی                  | شبکه ۱ - ۱۳ قسمت                             |
| ۱۳۷۲ | هفته پرماجرا       | عباس زارعیان - فریدون فکوری | شبکه ۱                                       |
| ۱۳۷۳ | ردپای دوست         | عباس رنجبر                  | شبکه ۲                                       |
| ۱۳۷۴ | رنگ سبز نارون      | علی بیابانی                 | شبکه ۱                                       |
| ۱۳۷۴ | عیاران             | کاظم بلوچی                  | شبکه ۲ - ۱۳ قسمت                             |
| ۱۳۷۴ | دبیرستان خضرا      | اکبر خواجویی                | شبکه ۲ - ۲۶ قسمت                             |
| ۱۳۷۵ | به رنگ صدف         | عباس رنجبر                  | شبکه ۱ - ۲۵ قسمت                             |
| ۱۳۷۵ | ضیافت              | حسین فرخی                   | شبکه ۱                                       |
| ۱۳۷۵ | بدگمان             |                             | شبکه ۱                                       |
| ۱۳۷۶ | کهنه سوار          | اکبر خواجویی                | شبکه ۳ - ۲۳ قسمت                             |
| ۱۳۷۷ | باغ کوچک بی بی گل  | مهدی قاسمی                  | شبکه ۱                                       |
| ۱۳۷۷ | رنگ خاکستری        | علی بیابانی                 | شبکه ۱                                       |
| ۱۳۷۷ | نرگس               | شاپور قریب                  | شبکه ۱                                       |
| ۱۳۷۸ | نرگس               | داریوش جهانگیری             | شبکه ۱                                       |
| ۱۳۷۹ | همسفر              | قاسم جعفری                  | شبکه ۳ - ۲۶ قسمت - بازیگر مهمان              |
| ۱۳۷۹ | مسافر              | سیروس مقدم                  | شبکه تهران - ۲۳ قسمت                         |
| ۱۳۸۰ | جاده‌های سبز شمالی  | عباس رافعی                  | شبکه ۱ - ۱۸ قسمت                             |
| ۱۳۸۰ | دردسر والدین       | مسعود نوابی                 | شبکه ۲ - ۲۱ قسمت                             |
| ۱۳۸۰ | هفت گنج            | مسعود رشیدی                 | شبکه ۲ - ۱۲ قسمت                             |
| ۱۳۸۱ | مشاور              | مسعود رشیدی                 | شبکه ۱ - بازیگر مهمان                        |
| ۱۳۸۱ | آینه عشق           | محمدتقی رنجبر               | شبکه ۱ - ۳۰ قسمت                             |
| ۱۳۸۲ | کلانتر             | محسن شاه محمدی              | شبکه ۱ - ۱۳ قسمت - بازی در اپیزود ستاره و من |
| ۱۳۸۴ | ریحانه             | سیروس مقدم                  | شبکه ۳ - ۲۶ قسمت                             |
| ۱۳۸۴ | کلانتر ۲           | محسن شاه محمدی              | شبکه ۱ - ۱۷ قسمت - بازی در اپیزود مخمصه      |
| ۱۳۸۵ | ترش و شیرین        | رضا عطاران                  | شبکه ۳ - ۱۶ قسمت - پخش در نوروز ۸۶           |
| ۱۳۸۶ | پیامک از دیار باقی | سیروس مقدم                  | شبکه ۱ - ۱۵ قسمت - پخش در نوروز ۸۷           |
| ۱۳۸۷ | طلاق در وقت اضافه  | محسن یوسفی                  | شبکه ۳ - ۱۳ قسمت                             |
| ۱۳۸۸ | چاردیواری          | سیروس مقدم                  | شبکه ۱ - ۱۵قسمت - پخش در نوروز ۸۹            |
| ۱۳۹۰ | تقدیر              | عبدالرضا فیروزان            | شبکه ۳ - ۲۰ قسمت                             |
| ۱۳۹۱ | زمانه              | حسن فتحی                    | شبکه ۳ - ۴۹ قسمت                             |

### تله فیلم
- چگونه رفتن (۱۳۹۰) احسان صادقی حمزه
- چشم خدا (۱۳۸۹) احسان صادقی حمزه
- همنفس (۱۳۸۹) احسان صادقی حمزه